# Cefalotripsia
La cefalotripsia (da testa e  tribein, stritolare)  è una procedura medica, utilizzata in passato in ostetricia, che prevedeva, in caso di aborto, l'estrazione del feto dell'utero dopo frattura della base cranica.
Si utilizzava uno specifico strumento, il cefalotribo, un forcipe inventato da Jean-Louis Baudelocque nel XIX secolo, e veniva praticata solo quando l'estrazione con mezzi usuali era impedita.
Cadde in disuso e fu sostituito dal basiotribo, inventato da Etienne Stéphane Tarnier.